# Teresa Utkovic
Teresa Utkovic, född  31 juli 1980 i Göteborg, är en svensk tidigare handbollsspelare (högersexa). Hon spelade 79 landskamper och gjorde 172 mål för Sveriges landslag. Sedan 2017 är hon ledamot i Svenska Handbollförbundets styrelse.

## Handbollskarriär
Teresa Utkovic spelade både i handbollslandslaget och i flera olika klubblag. Hon spelade ursprungligen för Kärra HF och kom 1998 till IK Sävehof och spelade fem säsonger i klubben. 2003 flyttade hon till danska FOX Team Nord, där hon spelade i tre säsonger. Säsongen 2006/2007 spelade hon i den tyska andraligan, där hon förde TV Beyeröhde från Wuppertal till uppflyttning. Under hösten 2007 återvände hon till IK Sävehof.
I januari 2009 meddelade Utkovic att hon lägger av med handbollen för att satsa på en civil karriär.
Under våren 2016 återvände Teresa Utkovic till handbollen för att delta i kvalspelet till Elitserien för Boden Handboll IF.

## Klubbar
- Kärra HF (–1998)
- IK Sävehof (1998–2003)
- FOX Team Nord (2003–2006)
- TV Beyeröhde (2006–2007)
- IK Sävehof (2007–2009)
- Aalborg DH (2009)
- Boden Handboll IF (2016)

## Familj
Teresa Utkovics far Branko Utkovic är från Kroatien och hennes bror Rikard Utkovic är fotbollsspelare med meriter från högsta divisionen i Kroatien. Efter OS i Peking ska hon fullfölja sina planer på att bli kroatisk medborgare, eftersom reglerna nu tillåter dubbla medborgarskap.
Men på handbollsplanen fortsatte hon spela för Sverige.